# یواس‌اس دانلپ (دی‌دی-۳۸۴)
یواس‌اس دانلپ (دی‌دی-۳۸۴) (به انگلیسی: USS Dunlap (DD-384)) یک کشتی بود که طول آن ۱۰۴ متر (۳۴۱ فوت) بود. این کشتی در سال ۱۹۳۶ ساخته شد.